# Ciò non accadrebbe qui
Ciò non accadrebbe qui (Sånt händer inte här) è un film svedese del 1950 diretto da Ingmar Bergman.
Si tratta di un film a tesi, di contenuto anticomunista. La vicenda è ambientata in Svezia durante la Seconda guerra mondiale. Narra le traversie di una rifugiata che cerca di sfuggire alle spie comuniste.
Il nome del personaggio Atkä Natas, un essere malvagio, anagrammato (Äkta Satan) in svedese significa "vero satana".

## Produzione
Il film fu prodotto dalla Svensk Filmindustri (SF). Venne girato allo Stadsgården di Stoccolma e negli studi della Svensk Filmindustri, Filmstaden, Råsunda.

## Distribuzione
Uscì nelle sale cinematografiche svedesi il 23 ottobre 1950. In Danimarca, venne distribuito il 4 giugno 1951 con il titolo Sådan noget sker ikke her.